# Ken Forsch
Kenneth Roth Forsch (né le 8 septembre 1946 à Sacramento, Californie, États-Unis) est un lanceur droitier de baseball ayant évolué dans les Ligues majeures de 1970 à 1986 avec les Astros de Houston et les Angels de la Californie.
Il est le frère aîné de Bob Forsch, un autre lanceur des Ligues majeures de baseball. Ils sont le seul duo de frères à avoir lancé des matchs sans coup sûr dans les majeures.

## Carrière

### Astros de Houston
Ken Forsch joue au baseball pour les Beavers de l'Université d'État de l'Oregon à Corvallis lorsqu'il est drafté au 18e tour de sélection par les Astros de Houston en 1968. Il avait précédemment été repêché par les Angels de la Californie au 9e tour en 1966 et par les Cubs de Chicago en 4e ronde de la sélection de 1967, sans signer de contrat avec ces deux franchises.
Le lanceur droitier fait ses débuts dans le baseball majeur avec les Astros le 7 septembre 1970. Il effectue quatre départs en fin d'année avant de disputer sa saison recrue en 1971 pour Houston, alors qu'il présente une excellente moyenne de points mérités, la quatrième meilleure de la Ligue nationale à 2,53 en 188 manches et un tiers lancées. Il lance sept matchs complets dont deux blanchissages. Forsch est utilisé principalement comme lanceur partant à ses deux premières saisons complètes pour Houston. 
En 1973, il commence à cumuler les fonctions de partant et de lanceur de relève, faisant 26 apparitions au monticule dans le premier rôle et 20 dans le second. En 1974, il ne commence aucun match et est amené en relève dans 70 parties des Astros : il maintient une moyenne de points mérités de 2,79 en 103 manches et un tiers au monticule. Il se distingue en relève pendant quatre saisons. Après avoir présenté une moyenne de 3,22 en 1975, il enchaîne des moyennes de 2,15 en 1976, puis 2,72 en 1977, et enfin 2,70 en 1978. Ses performances lui valent en 1976, année où il récolte un sommet personnel de 19 sauvetages, sa première invitation au match des étoiles du baseball majeur. 
De retour dans le rôle de lanceur partant en 1979, Forsch amorce 24 des 26 matchs dans lesquels il entre en jeu réalise de nouveaux sommets personnels de 11 victoires et 10 matchs complets. Il encaisse six défaites et sa moyenne de points mérités s'élève à 3,04. Son premier match de la saison a lieu le 7 avril contre les Braves d'Atlanta à l'Astrodome de Houston, et il lance un match sans point ni coup sûr dans une victoire de 6-0 des Astros. Son frère Bob, lui aussi lanceur, avait déjà réussi le premier de ses deux matchs sans coup sûr en 1978. Bob et Ken sont les seuls frères ayant réussi un exploit du genre dans les majeures.
À sa dernière saison à Houston en 1980, Forsch gagne 12 matchs mais en perd 13 avec une moyenne de 3,20 en 32 départs. Il participe aux séries éliminatoires pour la première et seule fois de sa carrière. Choisi par les Astros comme lanceur partant pour le premier match de la Série de championnat 1980 de la Ligue nationale, Forsch accorde trois points en huit manches lancées et est le lanceur perdant dans la défaite de 3-1 de son club contre les Phillies de Philadelphie. Dans le cinquième et dernier match de la série, les Astros mènent 5-2 et sont près d'accéder à leur première Série mondiale mais, amené dans une situation de sauvetage, Forsch est l'un des releveurs qui allouent des points aux Phillies et gâchent l'avance. Houston perd 8-7 et subit l'élimination. C'est la dernière partie de Forsch avec le club.

### Angels de la Californie
Les Astros de Houston échangent Ken Forsch aux Angels de la Californie le 1er avril 1981 contre le joueur d'avant-champ Dickie Thon. 
Lanceur partant chez les Angels, il lance 10 matchs complets en 20 départs lors de la saison 1981 écourtée par une grève des joueurs. À égalité avec trois autres lanceurs, il mène la Ligue américaine avec quatre blanchissages. Gagnant de 11 parties contre 7 défaites, il affiche une excellente moyenne de points mérités de 2,88 en 152 manches lancées et reçoit sa deuxième et dernière invitation en carrière au match d'étoiles de mi-saison.
En 1982, il remporte un record personnel de 13 victoires, contre 11 défaites. Il lance 12 matchs complets, aussi un sommet personnel, et quatre d'entre eux sont des jeux blancs. Il est aussi le lanceur des majeures qui atteint le plus de frappeurs, soit 11.
Souffrant d'une blessure à l'épaule, le lanceur des Angels ne joue que deux parties en 1984 et rate toute la saison 1985. Son retour en 1986, où il joue 10 parties, n'est pas couronné de succès. Il quitte les Angels pour les Mariners de Seattle en juin mais n'est jamais rappelé des ligues mineures.

## Palmarès
Ken Forsch a lancé dans 521 matchs dans le baseball majeur : 241 comme lanceur partant et 280 comme releveur. Sa moyenne de points mérités s'élève à 3,37 en 2127 manches et deux tiers lancés. Il enregistre 1047 retraits sur des prises, gagne 114 parties et en perd 113, réussit 51 sauvetages. Il lance 70 parties complètes dont 18 blanchissages.

## Après le baseball
Dans les années 1990, Forsch remplit diverses fonctions dans l'organisation des Angels, notamment comme adjoint au directeur gérant.